# 墨西哥聯邦電力監察委員會
墨西哥聯邦電力監察委員會（西班牙語：Comisión Federal de Electricidad），在1937年由墨西哥政府成立一家在墨西哥營運各區電力服務。
總部位於Reforma 164 Col. Juárez México, D.F.。董事長和總裁為Antonio Vivanco Casamadrid。過去曾不少多宗官司醜聞。

## 連結
- CFE.gob.mx （页面存档备份，存于）